# Championnat du monde féminin de volley-ball des moins de 18 ans 2009
Navigation
Mexique 2007 2011
Le 11e Championnat du monde féminin de volley-ball des moins de 18 ans sera organisé à Nakhon Ratchasima (Thaïlande) et se déroulera du 3 au 12 juillet 2009.

## Équipes présentes
| - Belgique (1er du Championnat d'Europe 2009) - Serbie (2e du Championnat d'Europe 2009) - Italie (3e du Championnat d'Europe 2009) - Slovaquie (4e du Championnat d'Europe 2009) - Turquie (5e du Championnat d'Europe 2009) - Allemagne (6e du Championnat d'Europe 2009) | - Chine (Tenant du titre) - Thaïlande (Organisateur) - Japon (1er Championnat d'Asie et d'Océanie 2008) - Tunisie (1er Championnat d'Afrique 2008) - Égypte (2e Championnat d'Afrique 2008) | - États-Unis (1er Championnat d'Amérique du Nord 2008) - Mexique (2e Championnat d'Amérique du Nord 2008) - République dominicaine (3e Championnat d'Amérique du Nord 2008) - Brésil (1er Championnat d'Amérique du Sud 2008) - Pérou (2e Championnat d'Amérique du Sud 2008) |

## Compétition

### Premier tour

#### Composition des groupes
| Poule A                                                    | Poule B                                              | Poule C                                                                 | Poule D                                                    |
| ---------------------------------------------------------- | ---------------------------------------------------- | ----------------------------------------------------------------------- | ---------------------------------------------------------- |
| Site : Nakhon Ratchasima Thaïlande Serbie Égypte Allemagne | Site : Nakhon Ratchasima Chine Turquie Tunisie Pérou | Site : Nakhon Ratchasima Brésil Italie République dominicaine Slovaquie | Site : Nakhon Ratchasima Japon États-Unis Mexique Belgique |

#### Poule A
| No | Équipe    | Points | Matches | Matches | Matches | Points | Points | Points | Sets | Sets   | Sets  |
| No | Équipe    | Points | joués   | gagnés  | perdus  | pour   | contre | Ratio  | pour | contre | Ratio |
| -- | --------- | ------ | ------- | ------- | ------- | ------ | ------ | ------ | ---- | ------ | ----- |
| 1  | Serbie    | 6      | 3       | 3       | 0       | 245    | 174    | 1.408  | 9    | 1      | 9.000 |
| 2  | Thaïlande | 5      | 3       | 2       | 1       | 247    | 226    | 1.093  | 7    | 4      | 1.750 |
| 3  | Allemagne | 4      | 3       | 1       | 2       | 202    | 218    | 0.927  | 4    | 6      | 0.667 |
| 4  | Égypte    | 3      | 3       | 0       | 3       | 149    | 225    | 0.662  | 0    | 9      | 0.000 |

#### Poule B
| No | Équipe  | Points | Matches | Matches | Matches | Points | Points | Points | Sets | Sets   | Sets  |
| No | Équipe  | Points | joués   | gagnés  | perdus  | pour   | contre | Ratio  | pour | contre | Ratio |
| -- | ------- | ------ | ------- | ------- | ------- | ------ | ------ | ------ | ---- | ------ | ----- |
| 1  | Turquie | 6      | 3       | 3       | 0       | 259    | 216    | 1.199  | 9    | 2      | 4.500 |
| 2  | Pérou   | 5      | 3       | 2       | 1       | 256    | 212    | 1.208  | 8    | 3      | 2.667 |
| 3  | Chine   | 4      | 3       | 1       | 2       | 195    | 183    | 1.066  | 3    | 6      | 0.500 |
| 4  | Tunisie | 3      | 3       | 0       | 3       | 126    | 225    | 0.560  | 0    | 9      | 0.000 |

#### Poule C
| No | Équipe                 | Points | Matches | Matches | Matches | Points | Points | Points | Sets | Sets   | Sets  |
| No | Équipe                 | Points | joués   | gagnés  | perdus  | pour   | contre | Ratio  | pour | contre | Ratio |
| -- | ---------------------- | ------ | ------- | ------- | ------- | ------ | ------ | ------ | ---- | ------ | ----- |
| 1  | Brésil                 | 6      | 3       | 3       | 0       | 225    | 152    | 1.480  | 9    | 0      | MAX   |
| 2  | Italie                 | 5      | 3       | 2       | 1       | 275    | 264    | 1.042  | 6    | 7      | 0.857 |
| 3  | Slovaquie              | 4      | 3       | 1       | 2       | 246    | 279    | 0.882  | 5    | 8      | 0.625 |
| 4  | République dominicaine | 3      | 3       | 0       | 3       | 241    | 292    | 0.825  | 4    | 9      | 0.444 |

#### Poule D
| No | Équipe     | Points | Matches | Matches | Matches | Points | Points | Points | Sets | Sets   | Sets  |
| No | Équipe     | Points | joués   | gagnés  | perdus  | pour   | contre | Ratio  | pour | contre | Ratio |
| -- | ---------- | ------ | ------- | ------- | ------- | ------ | ------ | ------ | ---- | ------ | ----- |
| 1  | Belgique   | 6      | 3       | 3       | 0       | 282    | 245    | 1.151  | 9    | 2      | 4.500 |
| 2  | Japon      | 5      | 3       | 2       | 1       | 260    | 241    | 1.079  | 7    | 4      | 1.750 |
| 3  | Mexique    | 4      | 3       | 1       | 2       | 256    | 261    | 0.981  | 4    | 8      | 0.500 |
| 4  | États-Unis | 3      | 3       | 0       | 3       | 237    | 288    | 0.823  | 3    | 9      | 0.333 |

### Deuxième tour

#### Places 1 à 8

##### Poule E
| No | Équipe | Points | Matches | Matches | Matches | Sets | Sets   | Sets  | Points | Points | Points |
| No | Équipe | Points | joués   | gagnés  | perdus  | pour | contre | Ratio | pour   | contre | Ratio  |
| -- | ------ | ------ | ------- | ------- | ------- | ---- | ------ | ----- | ------ | ------ | ------ |
| 1  | Brésil | 6      | 3       | 3       | 0       | 284  | 239    | 1.188 | 9      | 3      | 3.000  |
| 2  | Serbie | 5      | 3       | 2       | 1       | 306  | 305    | 1.003 | 8      | 7      | 1.143  |
| 3  | Pérou  | 4      | 3       | 1       | 2       | 248  | 289    | 0.858 | 5      | 8      | 0.625  |
| 4  | Japon  | 3      | 3       | 0       | 3       | 303  | 308    | 0.984 | 5      | 9      | 0.556  |

##### Poule F
| No | Équipe    | Points | Matches | Matches | Matches | Sets | Sets   | Sets  | Points | Points | Points |
| No | Équipe    | Points | joués   | gagnés  | perdus  | pour | contre | Ratio | pour   | contre | Ratio  |
| -- | --------- | ------ | ------- | ------- | ------- | ---- | ------ | ----- | ------ | ------ | ------ |
| 1  | Belgique  | 6      | 3       | 3       | 0       | 257  | 205    | 1.254 | 9      | 2      | 4.500  |
| 2  | Turquie   | 5      | 3       | 2       | 1       | 251  | 246    | 1.020 | 6      | 5      | 1.200  |
| 3  | Italie    | 4      | 3       | 1       | 2       | 279  | 294    | 0.949 | 6      | 7      | 0.857  |
| 4  | Thaïlande | 3      | 3       | 0       | 3       | 228  | 270    | 0.844 | 2      | 9      | 0.222  |

#### Places 9 à 16

##### Poule G
| No | Équipe     | Points | Matches | Matches | Matches | Sets | Sets   | Sets  | Points | Points | Points |
| No | Équipe     | Points | joués   | gagnés  | perdus  | pour | contre | Ratio | pour   | contre | Ratio  |
| -- | ---------- | ------ | ------- | ------- | ------- | ---- | ------ | ----- | ------ | ------ | ------ |
| 1  | Allemagne  | 6      | 3       | 3       | 0       | 248  | 185    | 1.341 | 9      | 1      | 9.000  |
| 2  | États-Unis | 5      | 3       | 2       | 1       | 237  | 207    | 1.145 | 6      | 5      | 1.200  |
| 3  | Slovaquie  | 4      | 3       | 1       | 2       | 246  | 248    | 0.992 | 6      | 6      | 1.000  |
| 4  | Tunisie    | 3      | 3       | 0       | 3       | 134  | 225    | 0.596 | 0      | 9      | 0.000  |

##### Poule H
| No | Équipe                 | Points | Matches | Matches | Matches | Sets | Sets   | Sets  | Points | Points | Points |
| No | Équipe                 | Points | joués   | gagnés  | perdus  | pour | contre | Ratio | pour   | contre | Ratio  |
| -- | ---------------------- | ------ | ------- | ------- | ------- | ---- | ------ | ----- | ------ | ------ | ------ |
| 1  | Mexique                | 6      | 3       | 3       | 0       | 242  | 182    | 1.330 | 9      | 1      | 9.000  |
| 2  | République dominicaine | 5      | 3       | 2       | 1       | 238  | 221    | 1.077 | 6      | 5      | 1.200  |
| 3  | Chine                  | 4      | 3       | 1       | 2       | 260  | 241    | 1.079 | 6      | 6      | 1.000  |
| 4  | Égypte                 | 3      | 3       | 0       | 3       | 129  | 225    | 0.573 | 0      | 9      | 0.000  |

### Phase finale

#### Places 13 à 16
|  | Tour de classement                      | Tour de classement          |           |   | 13e place                                | 13e place                                |
|  | Tour de classement                      | Tour de classement          |           |   | 13e place                                | 13e place                                |
|  |                                         |                             |           |   |                                          |                                          |
|  | 11-07-09 (25-8 25-23 25-17)             | 11-07-09 (25-8 25-23 25-17) |           |   | 12-07-09 (23-25 25-21 24-26 25-19 13-15) | 12-07-09 (23-25 25-21 24-26 25-19 13-15) |
|  | 11-07-09 (25-8 25-23 25-17)             | 11-07-09 (25-8 25-23 25-17) |           |   | 12-07-09 (23-25 25-21 24-26 25-19 13-15) | 12-07-09 (23-25 25-21 24-26 25-19 13-15) |
|  | Slovaquie                               | 3                           |           |   | 12-07-09 (23-25 25-21 24-26 25-19 13-15) | 12-07-09 (23-25 25-21 24-26 25-19 13-15) |
|  | Slovaquie                               | 3                           |           |   | 12-07-09 (23-25 25-21 24-26 25-19 13-15) | 12-07-09 (23-25 25-21 24-26 25-19 13-15) |
|  | Égypte                                  | 0                           |           |   | 12-07-09 (23-25 25-21 24-26 25-19 13-15) | 12-07-09 (23-25 25-21 24-26 25-19 13-15) |
|  | Égypte                                  | 0                           | Slovaquie | 2 |                                          |                                          |
|  | 11-07-09 (25-15 25-10 25-13)            |                             | Slovaquie | 2 |                                          |                                          |
|  |                                         | Chine                       | 3         |   |                                          |                                          |
|  | Chine                                   | Chine                       | 3         | 3 |                                          |                                          |
|  | Chine                                   |                             |           | 3 |                                          |                                          |
|  | Tunisie                                 | 0                           |           |   |                                          |                                          |
|  | Tunisie                                 | 0                           | 15e place |   |                                          |                                          |
|  |                                         |                             |           |   |                                          |                                          |
|  | 12-07-09 (25-21 18-25 21-25 25-16 15-9) |                             |           |   |                                          |                                          |
|  |                                         |                             |           |   |                                          |                                          |
|  | Égypte                                  | 3                           |           |   |                                          |                                          |
|  | Égypte                                  | 3                           |           |   |                                          |                                          |
|  | Tunisie                                 | 2                           |           |   |                                          |                                          |
|  | Tunisie                                 | 2                           |           |   |                                          |                                          |

#### Places 9 à 12
|  | Tour de classement                       | Tour de classement                       |           |   | 9e place                                 | 9e place                                 |
|  | Tour de classement                       | Tour de classement                       |           |   | 9e place                                 | 9e place                                 |
|  |                                          |                                          |           |   |                                          |                                          |
|  | 11-07-09 (14-25 27-25 25-11 14-25 15-13) | 11-07-09 (14-25 27-25 25-11 14-25 15-13) |           |   | 12-07-09 (26-24 25-21 16-25 20-25 13-15) | 12-07-09 (26-24 25-21 16-25 20-25 13-15) |
|  | 11-07-09 (14-25 27-25 25-11 14-25 15-13) | 11-07-09 (14-25 27-25 25-11 14-25 15-13) |           |   | 12-07-09 (26-24 25-21 16-25 20-25 13-15) | 12-07-09 (26-24 25-21 16-25 20-25 13-15) |
|  | Allemagne                                | 3                                        |           |   | 12-07-09 (26-24 25-21 16-25 20-25 13-15) | 12-07-09 (26-24 25-21 16-25 20-25 13-15) |
|  | Allemagne                                | 3                                        |           |   | 12-07-09 (26-24 25-21 16-25 20-25 13-15) | 12-07-09 (26-24 25-21 16-25 20-25 13-15) |
|  | République dominicaine                   | 2                                        |           |   | 12-07-09 (26-24 25-21 16-25 20-25 13-15) | 12-07-09 (26-24 25-21 16-25 20-25 13-15) |
|  | République dominicaine                   | 2                                        | Allemagne | 2 |                                          |                                          |
|  | 11-07-09 (25-21 25-19 25-21)             |                                          | Allemagne | 2 |                                          |                                          |
|  |                                          | Mexique                                  | 3         |   |                                          |                                          |
|  | Mexique                                  | Mexique                                  | 3         | 3 |                                          |                                          |
|  | Mexique                                  |                                          |           | 3 |                                          |                                          |
|  | États-Unis                               | 0                                        |           |   |                                          |                                          |
|  | États-Unis                               | 0                                        | 11e place |   |                                          |                                          |
|  |                                          |                                          |           |   |                                          |                                          |
|  | 12-07-09 (25-23 25-19 25-23)             |                                          |           |   |                                          |                                          |
|  |                                          |                                          |           |   |                                          |                                          |
|  | République dominicaine                   | 3                                        |           |   |                                          |                                          |
|  | République dominicaine                   | 3                                        |           |   |                                          |                                          |
|  | États-Unis                               | 0                                        |           |   |                                          |                                          |
|  | États-Unis                               | 0                                        |           |   |                                          |                                          |

#### Places 5 à 8
|  | Tour de classement                       | Tour de classement                 |          |   | 5e place                           | 5e place                           |
|  | Tour de classement                       | Tour de classement                 |          |   | 5e place                           | 5e place                           |
|  |                                          |                                    |          |   |                                    |                                    |
|  | 11-07-09 (25-22 23-25 25-20 26-24)       | 11-07-09 (25-22 23-25 25-20 26-24) |          |   | 12-07-09 (25-27 25-21 12-25 22-25) | 12-07-09 (25-27 25-21 12-25 22-25) |
|  | 11-07-09 (25-22 23-25 25-20 26-24)       | 11-07-09 (25-22 23-25 25-20 26-24) |          |   | 12-07-09 (25-27 25-21 12-25 22-25) | 12-07-09 (25-27 25-21 12-25 22-25) |
|  | Pérou                                    | 3                                  |          |   | 12-07-09 (25-27 25-21 12-25 22-25) | 12-07-09 (25-27 25-21 12-25 22-25) |
|  | Pérou                                    | 3                                  |          |   | 12-07-09 (25-27 25-21 12-25 22-25) | 12-07-09 (25-27 25-21 12-25 22-25) |
|  | Thaïlande                                | 1                                  |          |   | 12-07-09 (25-27 25-21 12-25 22-25) | 12-07-09 (25-27 25-21 12-25 22-25) |
|  | Thaïlande                                | 1                                  | Pérou    | 1 |                                    |                                    |
|  | 11-07-09 (25-23 12-25 16-25 23-25)       |                                    | Pérou    | 1 |                                    |                                    |
|  |                                          | Japon                              | 3        |   |                                    |                                    |
|  | Italie                                   | Japon                              | 3        | 1 |                                    |                                    |
|  | Italie                                   |                                    |          | 1 |                                    |                                    |
|  | Japon                                    | 3                                  |          |   |                                    |                                    |
|  | Japon                                    | 3                                  | 7e place |   |                                    |                                    |
|  |                                          |                                    |          |   |                                    |                                    |
|  | 12-07-09 (25-23 24-26 25-22 16-25 15-10) |                                    |          |   |                                    |                                    |
|  |                                          |                                    |          |   |                                    |                                    |
|  | Thaïlande                                | 3                                  |          |   |                                    |                                    |
|  | Thaïlande                                | 3                                  |          |   |                                    |                                    |
|  | Italie                                   | 2                                  |          |   |                                    |                                    |
|  | Italie                                   | 2                                  |          |   |                                    |                                    |

#### Places 1 à 4
|  | Demi-finales                            | Demi-finales                 |                        |   | Finale                             | Finale                             |
|  | Demi-finales                            | Demi-finales                 |                        |   | Finale                             | Finale                             |
|  |                                         |                              |                        |   |                                    |                                    |
|  | 11-07-09 (25-18 25-21 25-20)            | 11-07-09 (25-18 25-21 25-20) |                        |   | 12-07-09 (25-20 26-24 23-25 25-17) | 12-07-09 (25-20 26-24 23-25 25-17) |
|  | 11-07-09 (25-18 25-21 25-20)            | 11-07-09 (25-18 25-21 25-20) |                        |   | 12-07-09 (25-20 26-24 23-25 25-17) | 12-07-09 (25-20 26-24 23-25 25-17) |
|  | Brésil                                  | 3                            |                        |   | 12-07-09 (25-20 26-24 23-25 25-17) | 12-07-09 (25-20 26-24 23-25 25-17) |
|  | Brésil                                  | 3                            |                        |   | 12-07-09 (25-20 26-24 23-25 25-17) | 12-07-09 (25-20 26-24 23-25 25-17) |
|  | Turquie                                 | 0                            |                        |   | 12-07-09 (25-20 26-24 23-25 25-17) | 12-07-09 (25-20 26-24 23-25 25-17) |
|  | Turquie                                 | 0                            | Brésil                 | 3 |                                    |                                    |
|  | 11-07-09 (20-25 25-27 26-24 21-25)      |                              | Brésil                 | 3 |                                    |                                    |
|  |                                         | Serbie                       | 1                      |   |                                    |                                    |
|  | Belgique                                | Serbie                       | 1                      | 1 |                                    |                                    |
|  | Belgique                                |                              |                        | 1 |                                    |                                    |
|  | Serbie                                  | 3                            |                        |   |                                    |                                    |
|  | Serbie                                  | 3                            | Match pour la 3e place |   |                                    |                                    |
|  |                                         |                              |                        |   |                                    |                                    |
|  | 12-07-09 (25-20 26-24 19-25 26-28 7-15) |                              |                        |   |                                    |                                    |
|  |                                         |                              |                        |   |                                    |                                    |
|  | Turquie                                 | 2                            |                        |   |                                    |                                    |
|  | Turquie                                 | 2                            |                        |   |                                    |                                    |
|  | Belgique                                | 3                            |                        |   |                                    |                                    |
|  | Belgique                                | 3                            |                        |   |                                    |                                    |

## Distinctions
- MVP : Samara Rodrigues
- Meilleure marqueuse : Lise Van Hecke
- Meilleure attaquante : Mari Horikawa
- Meilleure contreuse : Ana Beatriz Silva Corrêa
- Meilleure serveuse : Sara Klisura
- Meilleure passeuse : Danica Radenković
- Meilleure libero : Aree Promjanyar

## Classement final
| Place              | Équipe                 |
| ------------------ | ---------------------- |
| Médaille d'or      | Brésil                 |
| Médaille d'argent  | Serbie                 |
| Médaille de bronze | Belgique               |
| 4                  | Turquie                |
| 5                  | Japon                  |
| 6                  | Pérou                  |
| 7                  | Thaïlande              |
| 8                  | Italie                 |
| 9                  | Mexique                |
| 10                 | Allemagne              |
| 11                 | République dominicaine |
| 12                 | États-Unis             |
| 13                 | Chine                  |
| 14                 | Slovaquie              |
| 15                 | Égypte                 |
| 16                 | Tunisie                |